# Maschinenfabrik Buckau der Vereinigten Magdeburger Schiffahrts-Compagnie
Die Maschinenfabrik Buckau der Vereinigten Magdeburger Schiffahrts-Compagnie wurde von der Magdeburger-Dampfschiffahrts-Compagnie 1836 in Buckau bei Magdeburg gegründet. Sie wurde später umbenannt in Maschinenfabrik Buckau und baute rund 100 Binnenschiffe. Der Werftbetrieb gilt als Keimzelle der Buckau Wolf und wurde um 1900 geschlossen.

## Geschichte

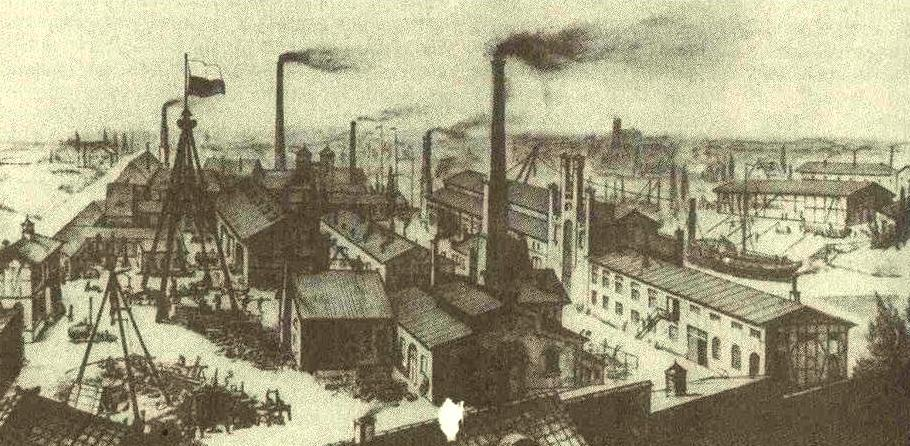
Blick auf die Werft, Vorgänger der Maschinenfabrik Buckau R. Wolf

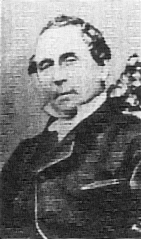
Albrecht Tischbein

Treibende Kraft zur Errichtung einer Schiffswerft zum Bau und Reparatur und einer eigenen Maschinenfabrik zum Bau von Dampfmaschinen und Kesseln waren Magdeburger Kaufleute, der Reeder Fr. Andreae und Albrecht Tischbein aus Rostock. Die Maschinenfabrik Buckau der Vereinigten Magdeburger Schiffahrts-Compagnie lieferte 1837 mit dem Raddampfer Kronprinz von Preußen das erste Schiff ab. Damit wurde 1837 die regelmäßige Dampfschifffahrt von Magdeburg nach Hamburg eröffnet. Leiter und Konstrukteur der Werft bis 1850 war Albrecht Tischbein. 1846 wurde in Buckau unter Leitung von Tischbein der erste eiserne Elbdampfer, die Courier, gebaut.
1866 entstand bei der Maschinenfabrik und Schiffswerft der Vereinigten Magdeburger Schiffahrts-Compagnie in Buckau der erste deutsche Kettenschlepper mit dem Namen Nr. 1 für die Vereinigte Hamburg-Magdeburger Dampfschiffahrts-Kompagnie. Für die Muttergesellschaft wurden zwölf Kettenschlepper gebaut, die 1866 damit die Kettenschifffahrt auf der Elbe aufnahm. 
Es entstanden auf der Werft vorwiegend Schleppdampfer für die Elbe, die wegen der niedrigen Wasserstände in der Regel als Raddampfer ausgeführt wurden. Daneben wurden viele Schleppkähne, einige Personendampfer und mehrere Eimerbagger gebaut. Auch für die Kettenschleppgesellschaft Oberelbe in Dresden wurden Kettenschlepper konstruiert und gebaut. Für die Preußische Marine entstanden 1849 vier Kanonenboote und der Norddeutsche Lloyd ließ hier mehrere Seeleichter bauen.
1884 erfolgte der Zusammenschluss mit der Deutschen Elbschiffahrts-Gesellschaft Kette in Dresden-Übigau. Im Rahmen dieser Fusion wurde eine eigene Werkzeugmacherei und eine größere Kesselschmiede gebaut. Der Schwerpunkt verlagerte sich im Laufe der Zeit immer mehr vom Schiffbau zum Maschinenbau und der Werftbetrieb wurde um 1900 geschlossen. Er gilt als Keimzelle der Maschinenfabrik Buckau R. Wolf.